# Iląg
Iląg (deutsch Eylingshöh) ist eine inoffizielle Ortsstelle in der polnischen Woiwodschaft Ermland-Masuren. Sie liegt im Bereich der Stadt Miłomłyn (deutsch Liebemühl) im Powiat Ostródzki (Kreis Osterode in Ostpreußen).

## Geographische Lage
Iląg liegt im Westen der Woiwodschaft Ermland-Masuren im nördlichen Bereich der Stadt Miłomłyn unweit des Großen Eyling-Sees (polnisch Jezioro Ilińsk (Jelonek)), zwölf Kilometer nordwestlich der Kreisstadt Ostróda (Osterode in Ostpreußen) und weniger als zwei Kilometer vom Stadtzentrum Miłomłyn entfernt.

## Geschichte
Der bis zum 22. Dezember 1877 Abbau Gerlach genannte kleine Hof war bis 1945 als Eylingshöh in die Stadtgemeinde Liebemühl im Kreis Osterode in Ostpreußen eingegliedert. 1945 in Kriegsfolge mit dem gesamten südlichen Ostpreußen  an Polen überstellt, erhielt der kleine Ort die polnische Namensform „Iląg“. Heute ist die Bezeichnung nicht mehr offiziell in Gebrauch. Iląg ist Teil der ulica Jeziorna und gilt als in der Stadt Miłomłyn im Powiat Ostródzki (Kreis Osterode in Ostpreußen) aufgegangen. Doch wird der Name noch in zahlreichen Karten aufgeführt.

## Kirche
Bis 1945 war Eylingshöh in die evangelische Pfarrkirche Liebemühl in der Kirchenprovinz Ostpreußen der Kirche der Altpreußischen Union, außerdem in die römisch-katholische Kirche Osterode i. Ostpr. eingegliedert.
Heute gehört Iląg evangelischerseits zur Kirche in Ostróda in der Diözese Masuren der Evangelisch-Augsburgischen Kirche in Polen, katholischerseits zur Pfarrei St. Bartholomäus Miłomłyn im Bistum Elbląg.

## Verkehr
Iląg ist über die ulica Jeziorna im nördlichen Stadtbereich Miłomłyns zu erreichen. Eine Bahnanbindung besteht nicht. 